# Ярошенко Дмитро Олександрович (військовослужбовець)
Дмитро́ Олекса́ндрович Яроше́нко (нар. 04 вересня 1990[джерело не вказане 44 дні], Харків[джерело не вказане 44 дні]) — український військовослужбовець, полковник, учасник російсько-української війни, колишній командир 127 окремої бригади територіальної оборони Збройних Сил України[джерело не вказане 44 дні]. Лицар ордена Богдана Хмельницького ІІ та ІІІ ступеня.

## Життєпис
У 2011 році закінчив Академію внутрішніх військ МВС України[джерело не вказане 44 дні]. 
Під час російсько-української війни з липня до жовтня 2023 року був командиром 127 окремої бригади територіальної оборони Збройних Сил України[джерело не вказане 44 дні]. 
У 2024 році закінчив  Національний університет оборони України[джерело не вказане 44 дні].

## Фільмографія
- 2023 — «Бригада (документальний фільм)» (камео) [3]
- 2024 — «127 окрема бригад територіальної оборони. Бахмут. (документальний фільм)» (камео)[4]

## Нагороди
- орден Богдана Хмельницького II ступеня (28 червня 2022) — за особисту мужність і самовіддані дії, виявлені у захисті державного суверенітету та територіальної цілісності України, вірність військовій присязі.[1]
- орден Богдана Хмельницького ІІІ ступеня (8 березня 2022) — за особистий внесок у зміцнення обороноздатності Української держави, мужність, самовідданість і високий професіоналізм, виявлені під час бойових дій та при виконанні службових обов'язків.[2]